# رالف ريمينغتون
رالف ريمينغتون (بالإنجليزية: Ralph Remington)‏ هو سياسي أمريكي، ولد في 2 يناير 1963 في فيلادلفيا في الولايات المتحدة. حزبياً، نشط في الحزب الديمقراطي.